# Jacques Perdrieau
Jacky Perdrieau est un footballeur français né le 12 juin 1957 à Aizenay (Vendée).

## Biographie
Il débute à vingt ans en division 1 avec Nancy. Il joue défenseur ou milieu de terrain. 
Il gagne la Coupe de France en 1978 mais il ne devient vraiment titulaire de l'équipe nancéienne qu'en 1979. Il évolue alors comme milieu récupérateur. 
Il prolonge sa carrière à Auxerre à partir de 1982.

## Carrière de joueur
- avant 1973 :  France d'Aizenay
- 1973-1982 :  AS Nancy-Lorraine
- 1982-1988 :  AJ Auxerre
- 1988-1992 :  FC Grenoble Isère[1]

## Palmarès
- International Espoirs français
- Vainqueur de la Coupe de France 1978 avec l'AS Nancy-Lorraine
- Vainqueur de la Coupe des Alpes en 1987

## Sources
- Jacques Ferran et Jean Cornu - Football 1979, Les Cahiers de l'Équipe, 1978. cf. page 116.